# Dag Nasty
Dag Nasty är ett amerikanskt punk- och hardcore-band som bildades 1985. Gruppen har sitt ursprung i Washington D.C. och har sedan 1980-talet återförenats ett flertal gånger.

## Medlemmar
Sång
- Shawn Brown (Augusti 1985-Februari 1986)
- Dave Smalley (Februari 1986-Juni 1986/1991/2002)
- Peter Cortner (Juli 1986-Juli 1988)

Gitarr
- Brian Baker

Bas
- Roger Marbury (Augusti 1985-Mars 1987/1991/2002)
- Doug Carrion (Mars 1987-Juli 1988)

Trummor
- Colin Sears (Augusti 1985-Juni 1987)
- Scott Garret (Augusti 1987-Juli 1988)